# Mate Bilić
Mate Bilić (nascut el 23 d'octubre de 1980 a Split) és un exfutbolista croat que jugava com a davanter.
Durant la seva carrera professional va jugar principalment a Espanya –on va arribar als 21 anys– representant cinc clubs diferents. Va acumular La Liga totals de 124 partits i 22 gols al llarg de cinc temporades amb l'Sporting de Gijón i el Saragossa, així com 197 partits i 66 gols a la Segona Divisió.

## Carrera de club
Nascut a Split, Croàcia, República Federal Socialista de Iugoslàvia, Bilić va començar la seva carrera professional el 1997 al club de la seva ciutat natal HNK Hajduk Split, i es va establir com a titular durant la temporada 1999–2000 després d'un període de cessió durant una temporada amb l'NK Mosor a la segona divisió croata. Va marcar 15 gols a la lliga amb l'Hajduk en dues campanyes separades, incloent nou a la 2000–01 quan l'equip va guanyar el seu quart títol de Prva HNL.
A finals d'agost de 2001, Bilić va marxar al Reial Saragossa a La Liga, però només va marcar un cop en 18 aparicions a la lliga. Entre 2002 i 2006 va representar la UD Almeria, Sporting de Gijón, Córdoba CF i UE Lleida (tots a la Segona Divisió).
El juny de 2006, Bilić va signar amb el SK Rapid Wien de la Bundesliga Austríaca. El gener de 2008 va tornar a Espanya i Gijón, ajudant el club asturià a tornar a la màxima categoria després d'una absència de deu anys en marcar deu gols, tot i jugar aproximadament la meitat dels partits.
Bilić va marcar un hat-trick al Sevilla FC el 13 de setembre de 2008, però l'Sporting va ser derrotat per 3–4. Durant la la temporada va tornar a formar una associació d'atac eficaç amb David Barral, amb la parella sumant 22 gols a la Lliga, i l'equip va acabar en 14è lloc; en els anys següents va ser utilitzat amb molta més moderació, només va marcar un gol competitiu a la 2010–11, i a la Copa del Rei contra el RCD Mallorca (2-2 empat a casa, 3-5 derrota al global).